# Хюльхрат (замок)
Хюльхрат (нем. Hülchrath) —  бывший имперский замок Кёльнского курфюршества в городе Гревенброх в муниципалитете Хюльхрат в районе Рейн-Нойс, в федеральной земле Северный Рейн-Вестфалия, Германия. Замок расположен у реки Гилльбах, воды которой в прежние времена питали глубокий ров, окружавший крепость. Хольхрат известен с XII века. В Средние века Хюльхратер был одним из самых важных государственных замков Кёльнского курфюршества. К настоящему времени этот комплекс сохранил значительную часть средневековых построек и общей характерной для той эпохи структуры. По своему типу относится к замкам на воде.
История комплекса очень хорошо иллюстрирует типичное развитие аристократической резиденции в Рейнской области. В результате непрерывного расширения и регулярных реконструкций деревянное укрепление, известное как тип Мотт и бейли, превратилось в классический для Ренланда замок с двумя частями: цитаделью и форбургом. Весь комплекс был окружён системой рвов. В эпоху Возрождения крепость превратилась в дворцово-замковый комплекс. В ходе затяжных вооружённых конфликтов XVII века Хюльхрат был разрушен. Однако к началу XX века комплекс был восстановлен в стиле неоготики и реконструирован.

## История

Герб графов фон Зайн

### Ранний период
Точное время основания замка остаётся неизвестным. Но первые укрепления в заболоченной низменности реки Гилльбах, которая является притоком Эрфта, существовали здесь ещё в эпоху раннего Средневековья. Вероятно, это была одна из резиденций графов фон Гильгау. Их сюзеренами были архиепископы Кёльна. Графы являлись, по сути, не собственниками, а управляющими регионом Гау.
С 1122 года в резиденции Хюльхрат обосновались графы фон Саффенберг. Этот род, вероятно, возвысился благодаря браку Адольфа I фон Саффенберга с Маргаретой фон Шварценбург, племянницей архиепископа Фридриха I Шварценбургского. Ещё в 1120 году Хюльхрат впервые упоминается под названием Holkerode в одном из документов и описывается там как castellum vetustissimum et munitissimum (по-латныи — очень старая и сильно укрепленная крепость). Объект находился недалеко от старинной римской дороги, которая вела от бывшего лагеря легионеров в Гримлингхаузене в Кастер.
Возможно, уже к началу XII века вокруг замка сформировалось крупное поселение. Во всяком случае, в 1321 году образовавшийся городок упоминался как Оппид (город-крепость). Когда около 1175 года умер Герман, сын Адольфа, Хюльхрат перешёл к графам фон Зайн, так как дочь Германа, Агнес, двумя годами ранее вышла замуж за Генриха II фон Зайна. В 1202 году у пары родился сын, ставший известным как Генрих III фон Зайн. При его власти власть архиепископов Кёльна над замком, по-видимому, была временно утрачена. Об этом можно судить по тому, что в документе от 1206 года окружающая местность уже упоминается как личный феод графов. В это же время была произведена значительная реконструкция комплекса. Хюльхрат обнесли каменной кольцевой стеной с высокими башнями.
Генрих III умер в 1247 году, не оставив потомков мужского пола (его единственная дочь умерла ещё раньше). В результате Хюльхрат перешёл под управление Симона I фон Шпонхайма, племянника Генриха III. Новый владелец со своим братом Генрихом фон Хайнсбергом в 1248 году решил обменять замок на другие земли. В итоге комплекс оказался заложен Вильгельму IV, синьору графства Юлих-Берг. Но братья сумели выкупить Хюльхрат. Дело в том, что дочь Генриха Адельгейда (также известная как Алейдис) вышла замуж за графа Дитриха фон Клеве, собственника обширных земель, что позволило её отцу поправить пошатнувшееся материальное положение. 22 сентября 1255 замок был официально объявлен приданым невесты и перешёл к графам фон Клеве.
После смерти Дитриха V Хюльхрат перешёл к его сыну Дитриху Луфу II. Тот с 1296 года официально стал называть себя графом фон Хюльхрат. В 1298 году он продал графство и замок своему брату Дитриху VII фон Клеве и получил комплекс обратно в управление лишь как вассально зависимую собственность. В 1305 году владение унаследовал сын Дитриха фон Хюльхрата от брака с Элизабет фон Вирнебург. Наследник также носил имя Дитрих. Восемь лет спустя из-за крупных долгов по требованию архиепископа Кёльнского ему пришлось отказаться от прав на замок. Инициатором этого 12 июня 1314 года стал Генрих II фон Вирнебург, кредитор Дитриха Луфа. В конце концов за 30 тысяч кёльнских марок замок и прилегающие территории были переданы архиепископу. Однако реально была заплачена лишь половина этой суммы, так как многие имения вокруг Хюльхратуа уже находились в залоге. Дитрих Луф III продолжал управлять замком до полного покрытия долгов. После многочисленных задержек расплата произошла в конце 1331 года. Но ещё раньше в 1323 году комплекс Хюльхрат был объявлен собственностью Кёльнского курфюршества.

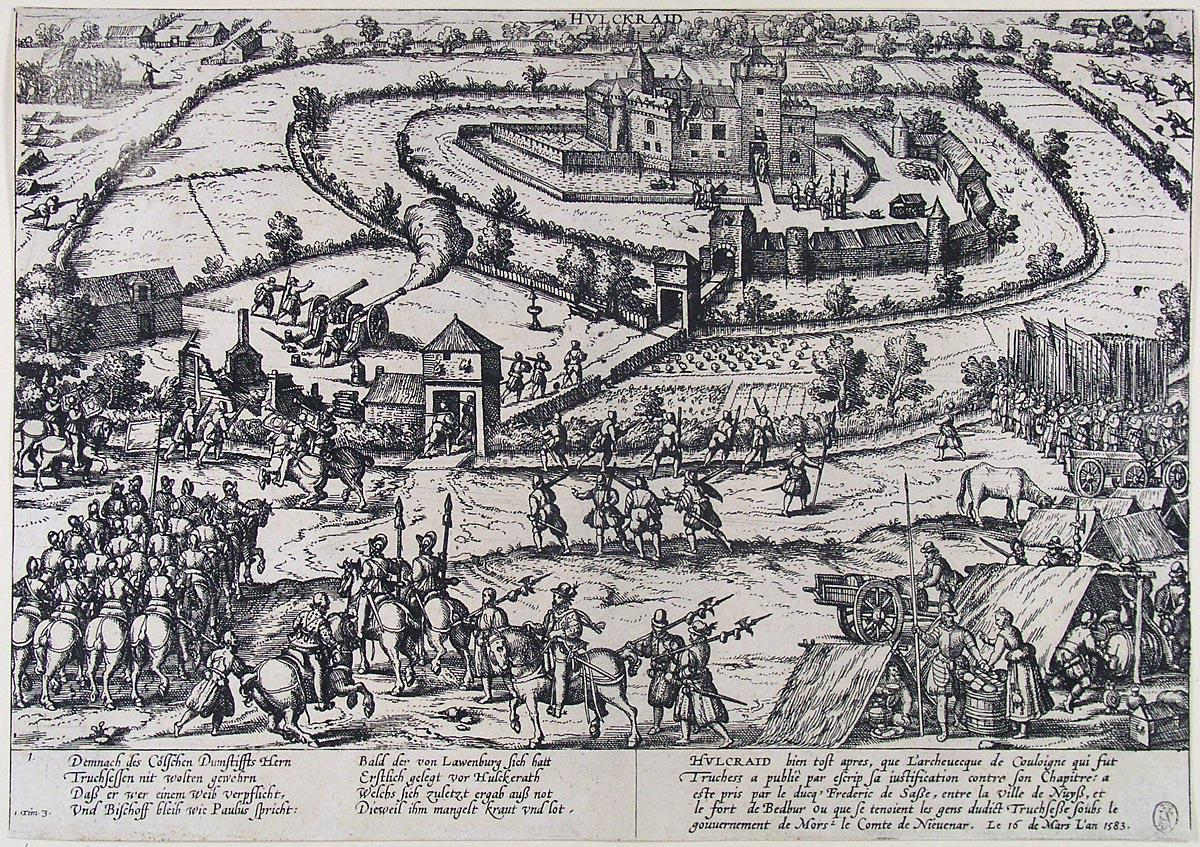
Осада Хюльхрата во время Кёльнской войны, гравюра Франца Хогенберга

### XIV–XV века
По воле архиепископов укрепления Хюльхратера были в очередной раз реконструированы, а сам замок значительно разросся. В ту эпоху это была одна из самых массивных крепостей в Рейнской области. Комплекс, помимо прочего, должен был служить символом могущества своего собственника и служить символом престижа. Как государственный замок, Хюльхрат выполнял те же функции, что и кёльнские комплексы Линн, Цюльпих, Лехених, Кемпен, Уда и Фридестром. Кроме того, Хюльхрат имел особое значение как стратегически важная крепость в извечном противостоянии с ключевым противником архиепископства в данном регионе — с герцогством Юлих. В том числе и потому, что ближайший крупный замок Гревенбройх принадлежал с 1307 года графам (позднее герцогам) фон Юлих.
В 1499 году в ходе осады войска Юлихского герцогства смогли вплотную подступить к Хюльхрату. Однако саму цитадель они так и не сумели захватить. Это говорит о том, насколько мощными были укрепления Хюльхрата.
В ходе Кёльнской войны курфюрст Кёльна Гебхард Трухзесс фон Вальдбург и его супруга Агнес фон Мансфельд-Айслебен пытались найти убежище за толстыми стенами замка. Однако имперские войска, которые возглавлял епископ Фридрих фон Саксен-Лауэнбург осадили крепость. Они смогли осушить рвы, придвинули артиллерию вплотную к укреплениям и начали вести массированный обстрел. После тринадцати дней несмолкающей канонады гарнизон замка, наконец, капитулировал. 16 марта 1583 года осаждающие вступили в Хюльхрат. Гебхард Трухзесс фон Вальдбург и его жена, как упоминают хроники, ранее сумели сбежать через секретный проход. Город Хюльхрат был разграблен, а замок сильно повреждён. Однако уже в том же году начались восстановительные работы. Причём для строительства активно использовались камни снесённого монастыря Оберклостер близ Нойса.

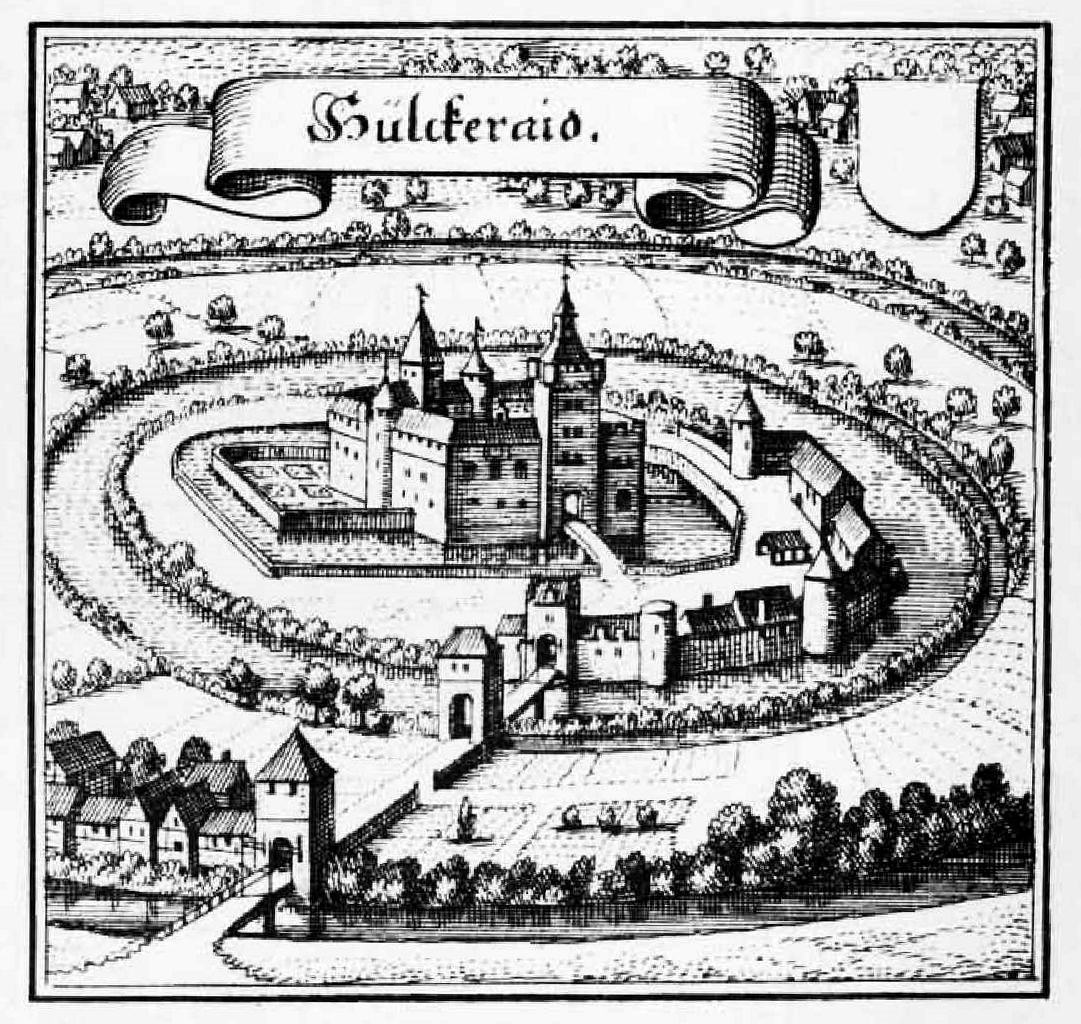
Иллюстрация Schloss Hülchrath в Topographia Germaniae Маттеуса Мериана, 1646 год

### XVII–XVIII века
В 1605 году капитул Кёльнского собора уступил комплекс в личную собственность архиепископа. Тогдашний курфюрст Фердинанд Баварский немедленно начал перестраивать крепость в роскошную загородную дворцовую резиденцию. Но он не забывал и об усилении внешних укрепленях. Эти работы начались в 1608 году. Вскоре сложилась целая система фортификационных сооружений с мощными с бастионами, высокими валами и глубокими рвами. Работы продолжалась до 1612 года.
В 1629 году в Хюльхрате состоялся процесс на ведьмами Нижнего Рейна. Приговор отправил на костёр 13 несчастных женщин.
В ходе Тридцатилетней войны замок на определённом этапе оказался в эпицентре боевых действий. Главные события вокруг Хюльхрата происходили во время так называемой Гессенской войны. В 1642 году после пяти дней мощных артиллерийских обстрелов гессенско-веймарские войска смогли захватить замок. Но вскоре сюда подошли отряды имперской армии и отряды баварских солдат. Католики смогли вытеснить протестантов из этого региона. Но завершение тяжёлой Тридцатилетней войны не принесло мир в область Среднего Рейна.

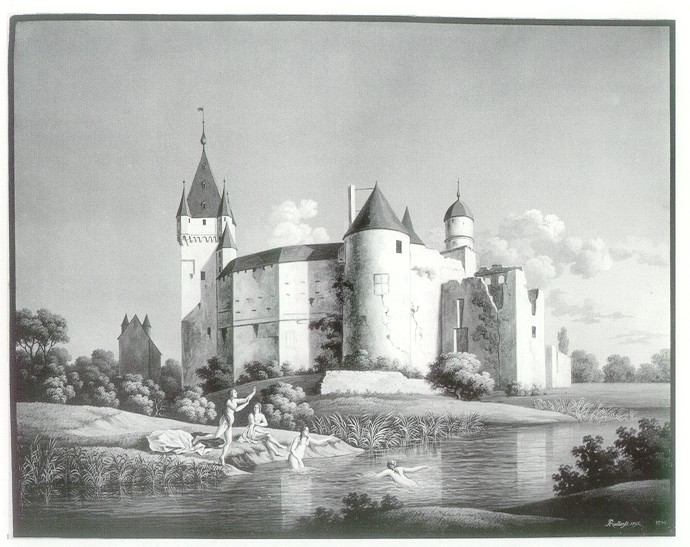
Замок на рисунке 1795 года

Во время Голландской войны 26 октября 1676 года частично восстановленный дворцовый комплекс оказался осаждён солдатами из княжества-епископства Оснабрюк. В итоге замок пал.
К концу XVII века после всех бедствий прошедших войн Хюльхрат представлял собой печальное зрелище. Владельцы не хотели восстанавливать прежнюю крепость. В 1688 году многие укрепления, построенные 80 лет назад, были снесены. От прежнего обширного комплекса остались только фрагменты форбурга, который пригодился как место для размещения складов и мастерских, а также часть цитадели, которую стали использовать как тюрьму. Некоторые жилые здания всё ещё оставались обитаемыми. Но без должного ухода стены и крыши ветшали. Замок постепенно пришёл в полный упадок. К концу XVIII он лежал фактически в руинах.

### XIX век
В 1801 году в ходе Наполеоновских войн по Люневильскому миру четыре департамента на левом берегу Рейна, образованные тремя годами ранее, были признаны суверенной территорией Франции. В 1802 в них была проведена секуляризация. В результате эмиссары французского правительства в ходе торгов продали дворцовый комплекс в 1803 году за 4929 франков судебному приставу Кёльна Генриху Йозефу фон Препперу. Его потомки частично восстановили замок и проживали в нём до конца XIX века.
В 1874 году Хюльхрат был продан князю Альфреду цу Зальм-Райффершайдту. Тот провёл ремонт, но в итоге также решил расстаться с комплексом.

### XX век
В 1901 году замок купил Генрих Маас. Этот человек впервые в истории доверил управление комплексом в руки горожан. Правда, через шесть лет Хюльхрат вновь сменил владельца. В 1907 году его приобрёл барон Эмо Рудольф фон Беннигсен из Ганновера. Этот человек и начал масштабную реконструкцию. Прежние руины были перестроены в неоготическом стиле. При этом, однако, собственник не стремился детально сохранить Хюльхрат в прежнем виде. В северной части цитадели (Верхнего замка) вдоль кольцевой стены появились даже совершенно новые здания. Но и Беннигсен решил продать комплекс. В последующие десять лет замок сменил сразу нескольких собственников.
К 1930 году Хюльхрат перешёл под контроль предприятию Landesbauernschaft Rheinland. А ещё через три года пришедшие к власти национал-социалисты решили использовать замок в своих целях. С 1937 года комплекс служил небольшим нацистским орденским замком, в котором, среди прочего, обучались члены диверсионных групп. С 1944 года здесь готовили группы ополчения «Верфольф», которые должны были проводить партизанские операции после оккупации территории Нацистской Германии союзниками. Именно в Хюльхрате, например, было спланировано убийство обер-бургомистра Аахена Франца Оппенхоффа.
Вскоре после завершения Второй мировой войны дворцовые постройки стали служить приютом для беженцев из бывших восточногерманских территорий. Статус общежития сохранялся почти десять лет.
В 1957 году семья Веннмахер из Менхенгладбаха выкупила комплекс. Уже к 1959 году был произведён капитальный ремонт замка. С той поры значительных работ не производилось.

## Описание замка

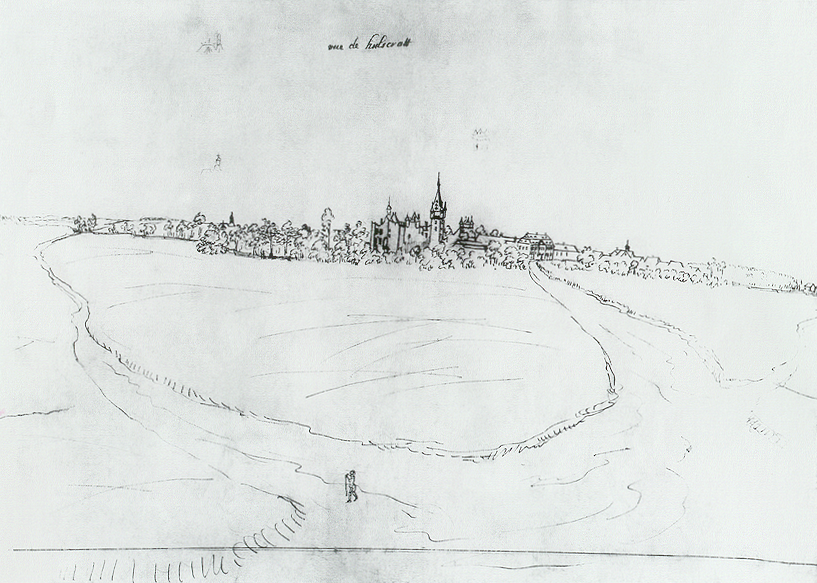
Хюльхрат на рисунке 1730 года валлонского художника Ренье Ройдкина

### Общие сведения
Замок Хюльхрат за свою историю прошёл семь этапов радикальной перестройки. К XV веку сформировался типичный для Западной Европы комплекс. На основе раннего укрепления (построенного на неюольшом холме) был возведён Верхний замок, который можно считать цитаделью. Попасть в него можно было только по единственному разводному мосту. Верхний замок окружали каменные стены с угловыми башнями. К северо-западу от цитадели был выстроен более просторный Нижний замок (форбург). Здесь находились склады, конюшни, мастерские и казармы. Эта часть также была окружена кольцевой каменной стеной. Весь комплекс по периметру обвели глубокими рвами с водой. Для защиты подъёмного моста через внешний ров в XV веке построили отдельное укрепление.
В 1608 году Фердинанд Баварский приказал построить бастионную башню к востоку от надвратной башни в Верхнем замке. При этом между двумя башнями были построены новые ворота. В том же году средневековые дворцы получили богатое архитектурное убранство в архитектурных стилях эпохи Возрождения. Внешние фортификационные сооружения создавали общую для обоих замков систему обороны.

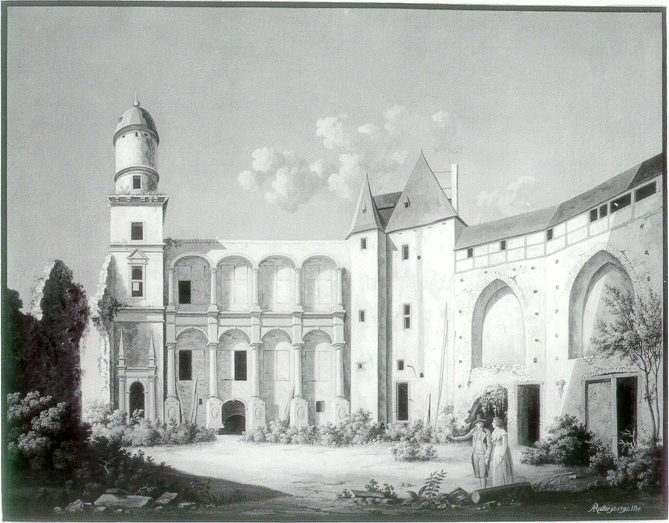
Двор замкового дворца на картине 1795 года

В XVII веке прежняя крепость обрела черты дворцового комплекса. Вдоль северо-западной стены был построен флигель здания, имевший двухъярусные галереи, выходящие во внутренний двор. В западной части резиденции возвели специальную башню для астрономических наблюдений.
В период моды на стиль барокко в форбурге появились новые сооружения. С северо-восточной стороны построили новое надвратное здание с каменным подъездным мостом. Согласно моде того времени в Верхний замок можно было въезжать по прямой, любуясь открывающимися видами. Старая готическая надвратная башня в южной части форбурга утратила прежнее значение.

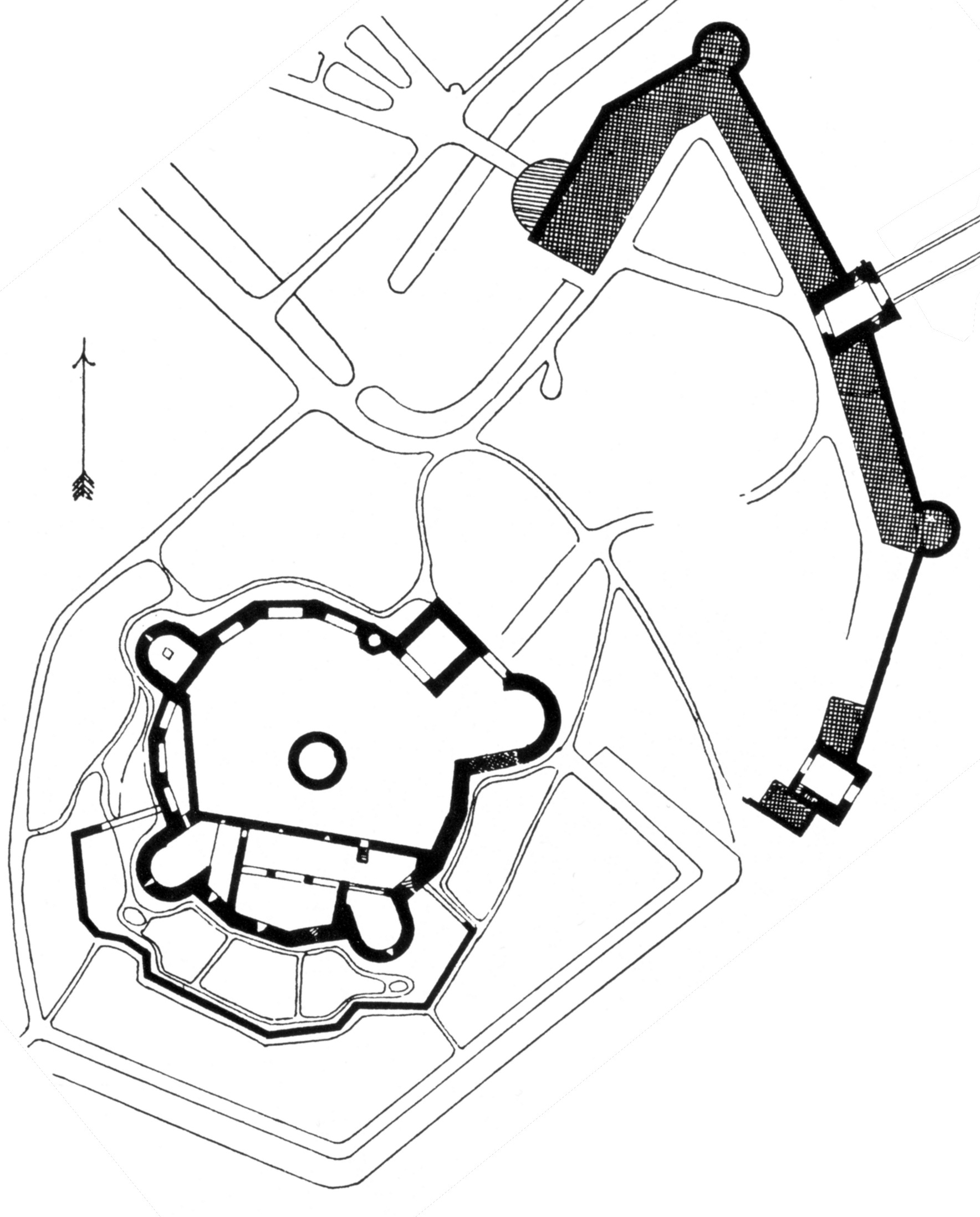
Общий план замка

### Отдельные постройки
Самым ярким элементом Верхнего замка является 64-метровая башня (бергфрид) с северной стороны. Это было самое высокое сооружение комплекса. Он выполняла не только оборонительную функцию, но и являлось символом власти хозяина Хюльхрата. Нижняя часть кладки башни состоит в основном из базальта, а верхняя — из туфа. Её венчает высокая коническая крыша, типичная для стиля готики. Верхний этаж башни имел размеры около 8 × 9 метров. Снаружи бергфрид украшают четыре пятиугольных башенки. К надвратной башне со стороны двора примыкает изящная лестничная башня с деревянной винтовой лестницей.
Высокий замок соединён с Нижним земляной стеной, которая выполняла роль моста. Бывший разделительный ров между двумя частями комплекса теперь осушен, но всё ещё чётко распознаётся. В двухэтажные здания внешнего двора можно попасть из города по широкому стационарному девятиарочному кирпичному мосту. Главное здание форбурга состоит из трёх крыльев. Их стены сложены из кирпича. Сверху находятся двускатные черепичные крыши. По углам здания находятся две круглые башни с восьмигранными навершиями.

### Замковый парк
В прежние времена к замку примыкал обширный парк. От него до сих пор сохранились остатки прежней системы канав и прудов. Позднее парк почти целиком был превращён в сельскохозяйственные угодья.

## В массовой культуре
- В 2017 году замок служил местом съёмок сказочного фильма «Живая вода».
- В 2020 году здесь снимали эпизод под названием «Es live der König![нем.]» для популярного в Германии детективного телесериала «Место преступления».

## Современное использование
Замковый комплекс в настоящее время находится в частной собственности. Он как и сотни лет назад остаётся жилой резиденцией и закрыт для посещения публикой. Попасть внутрь можно только по собой договорённости с собственниками. 27 марта 1985 года замок был признан памятником архитектуры и получил статус охраняемого объекта. Часть зданий используется в коммерческих целях. Например, в бывшем форбурге возможно проведение свадеб, юбилейных торжеств или корпоративных мероприятия.

## Надгробия с еврейского кладбища
Выступающий пол надвратной башни опирается на круглый арочный фриз, поддерживаемый мощными консолями, собранными из камней-трахитов (разновидность вулканической горной породы). Каждая из 40 консолей состоит из двух-четырёх отдельных камней. Из 115 консольных камней 66 можно идентифицировать как надгробия с еврейского кладбища (по узнаваемым надписям на иврите). Эти блоки были взяты со старого кёльнского еврейского кладбища в районе Юденбюхель. Этот квартал был опустошён и разграблен во время чумы 1349 года. Толпа, собравшаяся частью из Кельна, частью из других мест, устроила кровавый погром. Еврейская община с молчаливого согласия городского совета была просто уничтожена. Надписи на всех камнях датируются временем до погрома. Эти плиты забрали позднее люди архиепископа и перевезли в Хюльхрат в качестве строительных блоков. Все надгробия были обработаны, чтобы приспособить их под нужды строительства. Оконные и дверные рамы из трахита также могли быть взяты изготовлены из особо обтёсанных надгробий.

## Галерея

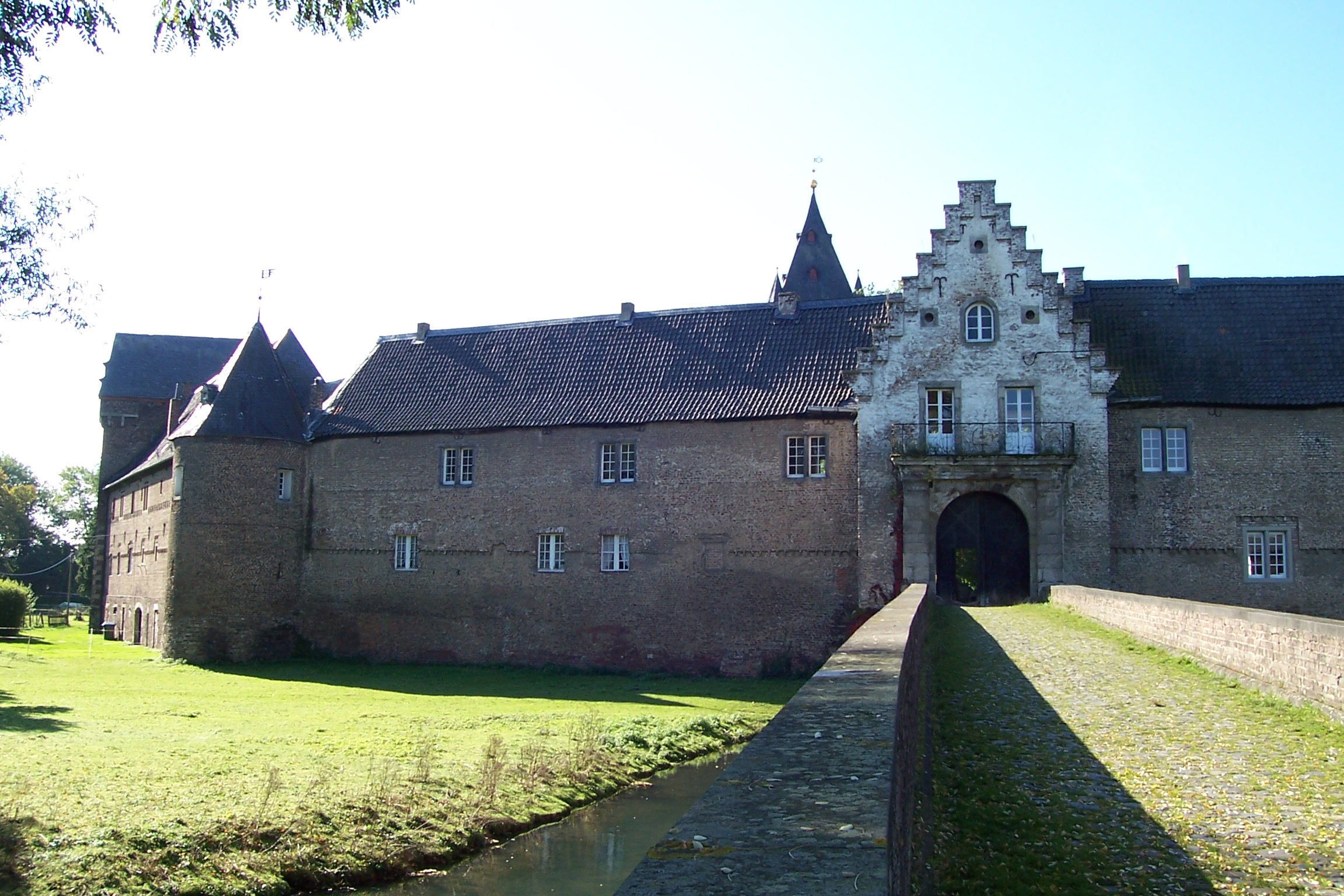
Мост, ведущий в форбург
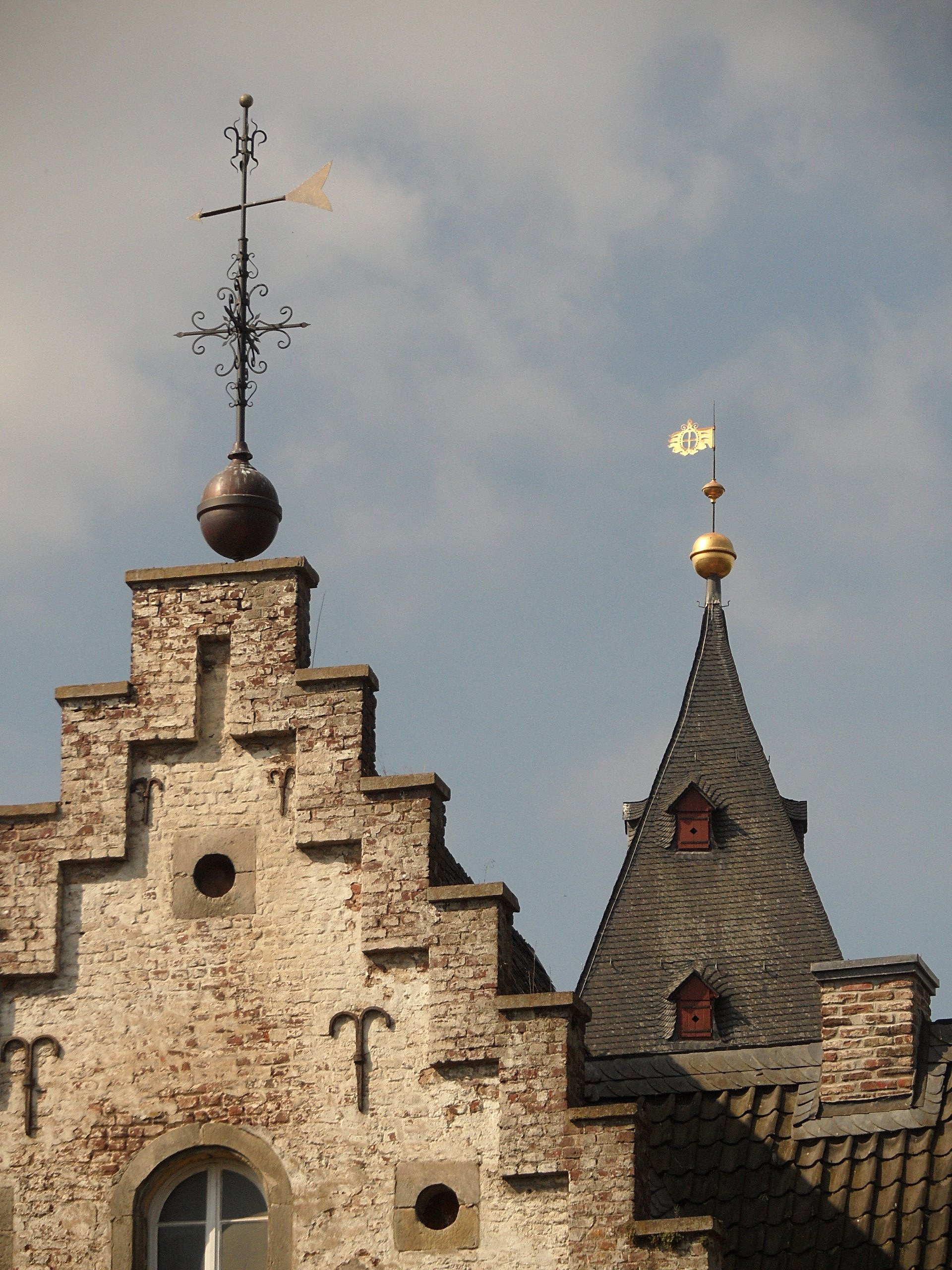
Ступенчатый щипец в верхней части фронтона сторожки
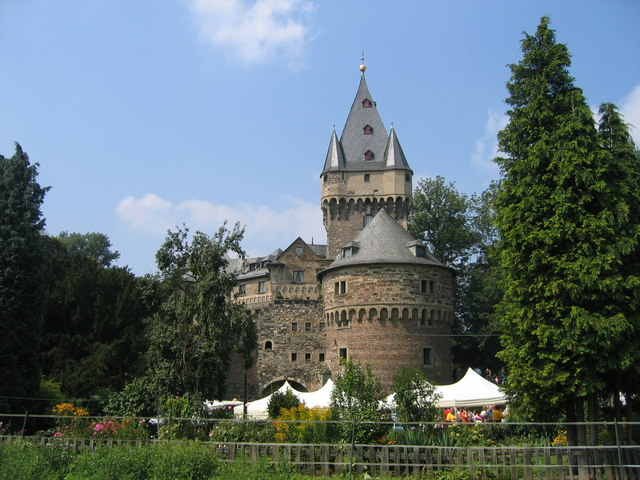
Вид замка с востока
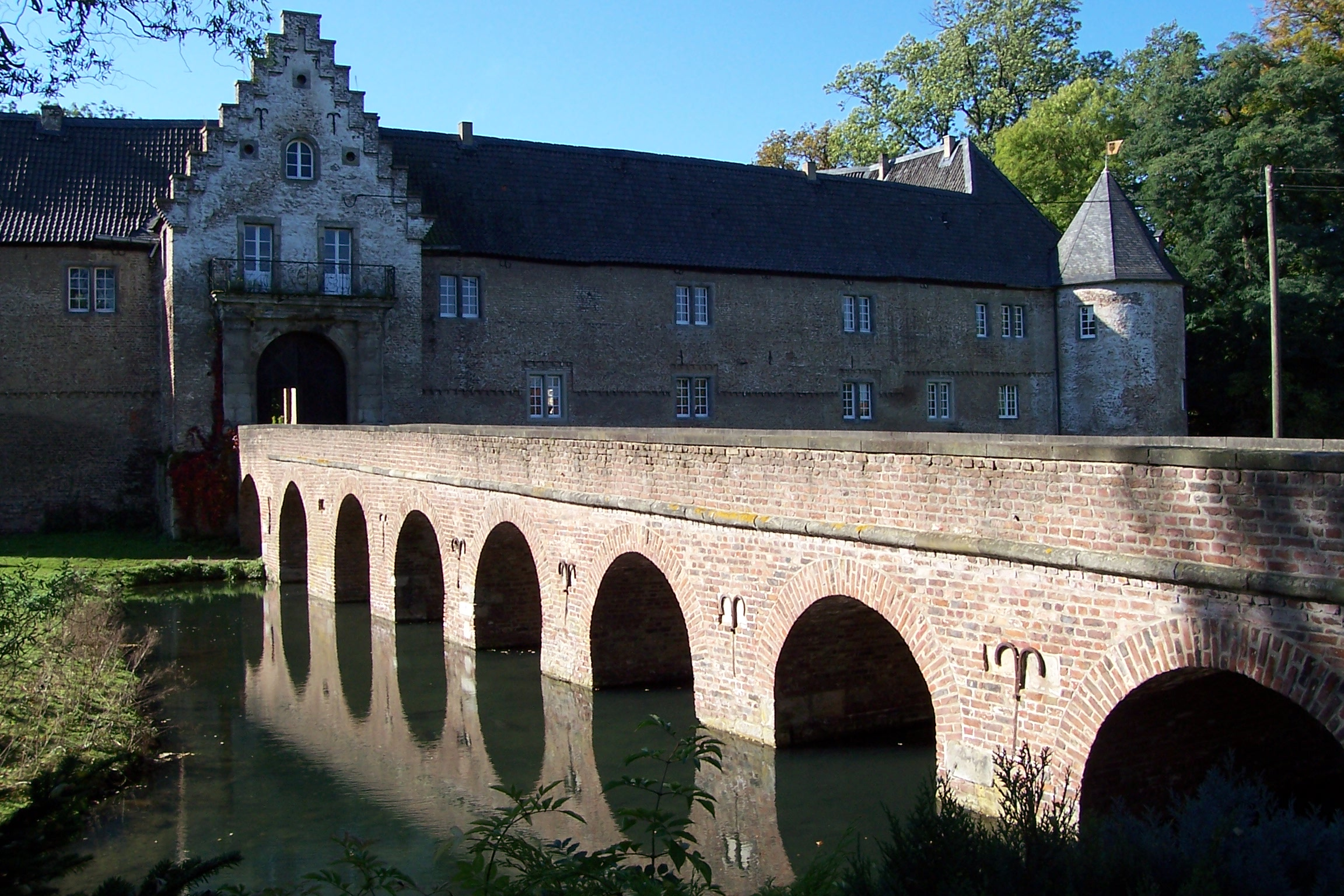
Вид арочного моста